# El detectiu Di i el misteri de la flama fantasma
El detectiu Di i el misteri de la flama fantasma (originalment en xinès: 狄仁傑之通天帝國) és una pel·lícula de misteri d'acció i aventura de la Xina i de Hong Kong de 2010, dirigida i produïda per Tsui Hark. La pel·lícula explica la història de Di Renjie (Andy Lau), un dels funcionaris de la dinastia Tang, a qui l'emperadriu Wu Zetian (Carina Lau) l'encarrega de resoldre una sèrie d'assassinats inexplicables en què les víctimes es cremen sobtadament.
La pel·lícula explica la història de Di Renjie (Andy Lau), un dels oficials més celebrats de la dinastia Tang, que és encarregat per l'emperadriu Wu Zetian (Carina Lau) per resoldre una sèrie d'assassinats inexplicables en què les víctimes van esclatar sobtadament en flames.
La fotografia principal per a Detectiu Dee va començar el maig de 2009; la pel·lícula es va rodar als Hengdian World Studios a Zhejiang, Xina. Detectiu Dee es va estrenar a la Xina el 29 de setembre de 2010 i a Hong Kong el 30 de setembre; a Amèrica del Nord, es va estrenar al Festival Internacional de Cinema de Toronto de 2010.
La pel·lícula va recaptar 51,7 milions de dòlars i va guanyar sis premis als 30ns Premis de Cinema de Hong Kong, més que cap altra pel·lícula, inclosos els de Millor Director i el de Millor actriu per a Lau; també va ser nominat al Lleó d'Or a la 67a Mostra Internacional de Cinema de Venècia. Va ser seguit per dues preqüela, Rise of the Sea Dragon (2013) i The Four Heavenly Kings (2018), també dirigides per Tsui i protagonitzades per Carina Lau, i amb Mark Chao com a jove detectiu Di.

## Argument
L'any 689 durant la dinastia Tang, Wu Zetian havia de ser coronada la primera emperadriu de la Xina malgrat l'oposició dels funcionaris Tang. Té una figura de Guan Yin construïda amb vistes al seu palau a Luoyang, però un funcionari que inspecciona el progrés esclata misteriosament en flames. L'oficial penal Pei Donglai i el seu superior investiguen i interroguen al constructor supervisor, Shatuo, que abans va ser empresonat després de participar en una rebel·lió. No troben res i el superior de Pei també mor poc després en esclatar també en flames.
L'emperadriu ordena que l'antic detectiu i rebel Di Renjie sigui alliberat de la presó després que l'abat imperial digui que ha de resoldre el misteri del foc. Ella envia la seva assistent Shangguan Jing'er a buscar la Di a la presó, i Jing'er arriba just quan Di és atacat per uns assassins. Wu reintegra a Di com a detectiu reial i assigna Jing'er per ser alhora assistent i espia. Jing'er intenta seduir Di, però és interrompuda per assassins. Di coneix el príncep Li, que no aconsegueix reclutar-lo per dirigir un exèrcit rebel. Quan en Pei pren Di i Jing'er per inspeccionar els cadàvers carbonitzats, Di dedueix que els assassins utilitzen un verí que s'encén en contacte amb la llum solar.
En Pei s'uneix a Di en la seva investigació. Di es retroba amb el seu amic Shatuo, que sospita que el verí és el verí dels "escarabats de foc". Assenyala Di a Donkey Wang, que s'amaga en una xarxa de cavernes anomenada Basar Fantasma. En Pei ordena arrestar en Shatuo per no dir-li això abans, però Di l'atura. Di, Pei i Jing'er localitzen el Dr. Wang al Basar Fantasma, però són atacats per una figura que sembla ser l'Abat Imperial. Després que en Jing'er i en Pei lluiten, en Pei el persegueix fins a la residència prohibida de l'abat. Donkey Wang revela que ell era el metge de la cort i va intentar utilitzar els escarabats de foc com a medicina per al difunt emperador. En assabentar-se del seu veritable perill, va disfressar la seva aparença utilitzant punts d'acupuntura i va fugir.
El príncep Li li torna la maça de Di, que va ser presa després de ser empresonat. Di manté la seva neutralitat política, i Li és assassinat poc després. Di sospita de la implicació de l'Abat, però Wu l'adverteix que el matarà si intenta entrar al monestir. En Pei descobreix que el primer inspector havia descobert alguna cosa en la seva inspecció i agafa els diagrames, però és capturat. Al monestir, Di s'assabenta que l'abat imperial és en realitat Jing'er disfressat amb punts d'acupuntura. Di especula que l'emperadriu va utilitzar l'abat imperial per justificar la seva tirania i eliminar els seus oponents polítics, possiblement inclòs el difunt emperador. Jing'er ataca Di, però és incapaç de matar-lo. Ensopega amb una trampa que han posat els assassins i queda ferida de mort. Di compleix la seva última petició enviant-la de nou a la cort, i mor als braços de l'emperadriu.
Di troba Pei, però Pei ja ha estat enverinat pel verí de l'escarabat de foc i Di és incapaç de salvar-lo. Abans de morir, en Pei dirigeix a Di als diagrames, que impliquen en Shatuo. Quan Di s'enfronta a Shatuo al Buda, Shatuo revela el seu pla per matar l'emperadriu col·lapsant el Buda al palau com a venjança. Mata els dos funcionaris després que es van adonar dels seus canvis al Buda i al príncep Li per insultar-lo. També pren l'autoritat del difunt príncep Li per utilitzar l'exèrcit de Li per envair la ciutat i matar a Wu si sobreviu. Mentre en Di i en Shatuo es barallen, Di està xopat amb el verí de l'escarabat de foc. Di és capaç d'entretenir l'estàtua, i en Shatuo es dirigeix a la coronació per enverinar Wu, i en canvi li vesse el verí, fent-lo cremar al sol.
Di salva Wu de l'estàtua que s'esfondra i l'adverteix de l'exèrcit rebel. L'emperadriu promet ser un governant just i tornar el poder a la dinastia Tang quan acabi el seu regnat. Rebutjant l'oferta de Wu d'un lloc a la seva cort, Di dimiteix com a inspector i es retira al Basar Fantasma amb el Dr. Wang, on lluitarà per viure amb la seva condició incurable.

## Repartiment
- Andy Lau interpreta Di Renjie, un detectiu exiliat de la dinastia Tang.[9] Lau va considerar que les habilitats psíquiques del personatge eren un dels seus trets més grans: "És un psicòleg forense que sap el que estàs pensant, des dels teus ulls, de la teva respiració, de les pauses del teu discurs, podria dir el que estàs retenint, un detectiu melancòlic". Per preparar-se per al seu paper a la pel·lícula, Lau va estudiar psicologia criminal.[10] Lau va haver de practicar l'equitació per a la pel·lícula, acceptant l'ajuda d'un entrenador professional: "Sempre he tingut por de muntar a cavall, por d'un animal tan gran, però ara he superat el obstacle mental i les lliçons han estat força fluides".[10] El director Tsui Hark va dir que "era algú molt especial, un que posseïa ximpleria, un bon comportament i una gran previsió. La seva mentalitat i filosofies eren molt diferents de Sherlock Holmes o James Bond, i també devia ser impecable".[11]
- Carina Lau interpreta Wu Zetian, l'emperadriu de la dinastia Tang de la Xina. La pel·lícula és el primer paper de Lau en un llargmetratge en quatre anys. Sobre el seu paper a la pel·lícula, va comentar la força de l'emperadriu: "Sento que Wu Zetian és un 'superman', el seu destí és molt tràgic, però trobaria oportunitats per desafiar el seu destí, per portar ella, pas a pas, més a prop dels seus somnis. Té una força de voluntat molt forta i és molt sàvia, a diferència de mi".[11]
- Li Bingbing interpreta a Shangguan Jing'er, una artista marcial molt hàbil, que fa d’assistent i mà dreta de Wu Zetian. El personatge es basa en Shangguan Wan'er, que era un poeta, escriptor i polític de la dinastia Tang.[11] El director Tsui Hark va decidir canviar el personatge, sentint que un personatge més fictici donaria més espai a la creativitat: "Hi ha algunes coses que Wan-er no podria fer, com ser un expert d'arts marcials de primer nivell".[11]
- Deng Chao com a Pei Donglai, un oficial albí al servei de l'emperadriu. Ferotge i decidit fins a la crueltat, en Pei, tanmateix, es dedica al seu deure. Sovint xoca amb Di sobre els seus diferents estils d'investigació, però acaba respectant Di.
- Tony Leung Ka-fai com a Shatuo, un antic amic de Di que ara treballa en la construcció d'una estàtua massiva de Buda.

## Producció
El detectiu Di i el misteri de la flama fantasma va ser dirigida per Tsui Hark, que també és coproductor amb la seva dona, i realitzat pels xinesos de la productora Huayi Brothers (també la distribuïdora de la pel·lícula) i la productora Film Workshop (el 50è llargmetratge produït per la companyia).
El guió va ser escrit per Chang Chia-lu, el guionista taiwanès de les pel·lícules Meik Lanfang i Tian xia wu zei. Quan se li va demanar que dirigís la pel·lícula, Tsui va dir que només dirigiria el projecte si pogués fer ajustos al guió, cosa que va fer. Tsui mai va revelar la majoria dels canvis que va fer al guió original, però sí que va esmentar que el personatge Shangguan Jing'er abans era un home. El combat escènic i la direcció artística per a la pel·lícula van ser a càrrec de Sammo Hung.

### Preproducció
Abans de filmar Detectiu Dee, Tsui havia passat anys investigant històries relacionades amb l'oficial de la dinastia Tang de la vida real Di Renjie. Chen Kuofu es va acostar per primera vegada a Tsui amb un guió basat en la vida de Di Renjie.
Tsui va anunciar per primera vegada els plans de producció el 2008, mentre promocionava la seva pel·lícula anterior, All About Women, al 13è Festival Internacional de Cinema de Busan. Aleshores, Tsui s'havia plantejat si fer Detective Dee o refer la pel·lícula de 1966 Dragon Gate Inn.

### Càsting
Per al paper principal com a Di Renjie, Tsui originalment tenia en ment Tony Leung Ka-fai, juntament amb Tony Leung Chiu-wai, i Jet Li. Li va esmentar mentre promocionava l'altra pel·lícula de Tsui, Flying Swords of Dragon Gate, que va tenir l'oportunitat de llegir el guió encara que no va poder formar part del projecte per alguna raó desconeguda. Tsui va comentar sobre l'elecció d'un actor per interpretar a Di Renjie: "Qui va dir que Di Renjie deu ser vell i grassonet? També podria ser molt maco. L'enginy i l'aspecte poden equilibrar-se entre ells". Andy Lau fou seleccionat per al paper principal, mentre que Carina Lau, Li Bingbing, Deng Chao i Tony Leung Ka-fai apareixien en papers secundaris.

## Rodatge
El rodatge principal d'El detectiu Di va començar el maig de 2009; la pel·lícula es va rodar als Hengdian World Studios de Zhejiang. Compta amb la direcció artística i la coreografia de combat escènic de Sammo Hung, i els coprotagonistes Li Bingbing i Deng Chao amb l'aparició especial de Tony Leung Ka Fai. El 21 de novembre de 2017 es va estrenar el doblatge en català a TV3.